# Manilkara chicle
Manilkara chicle és un arbre tropical perennifoli natiu de Mèxic i Amèrica central. La seva distribució va des de Veracruz a Mèxic fins al departament de l'Atlàntic de Colòmbia. Proporciona una goma natural, el xiclet i tradicionalment utilitzada per fer-lo: En un principi la companyia Wrigley Company era la principal utilitzadora d'aquest material i encara avui poques empreses fan servir aquesta matèria primera natural per a fer xiclets, ja que en la dècada de 1960 les gomes sintètiques basades en el butadiè van substituir la goma natural de xiclet que proveeix aquest arbre, ja que eren més barates.
La paraula "xiclet" prové de la paraula en idioma nàhuatl per la goma d'aquest arbre, tziktli que es pot traduir com "cosa enganxosa". Alternativament podria provenir del maia, "tsicte". El xiclet era ben conegut pels asteques i maies antics.
Per aconseguir el xiclet es fa d'una manera similar a la del làtex del cautxú amb incisions en ziga-zaga al tronc. Posteriorment la goma es bull. .